# Jang Hye-jin (diễn viên)
Đây là một tên người Triều Tiên, họ là Jang.
Jang Hye-jin (tiếng Hàn: 장혜진; sinh ngày 5 tháng 9 năm 1975) là một nữ diễn viên Hàn Quốc. Cô được biết đến nhiều nhất với vai diễn Kim Chung-sook trong bộ phim đoạt giải Oscar Ký sinh trùng.

## Danh sách phim

### Điện ảnh
| Năm  | Tựa đề                   | Vai diễn                             |
| ---- | ------------------------ | ------------------------------------ |
| 1998 | If It Snows On Christmas | Secretary                            |
| 2007 | Secret Sunshine          | Park Myung-suk                       |
| 2009 | Marine Boy               | Immigration judge                    |
| 2010 | Thi Ca                   | Mr. Kang's second daughter-in-law    |
| 2012 | Saying I Love You        | Su-ji                                |
| 2016 | The World of Us          | Mom                                  |
| 2016 | Yongsoon                 | Middle aged woman at meat restaurant |
| 2017 | Mothers                  | Jung-hee                             |
| 2018 | Adulthood                | Jum-hee's second sister-in-law       |
| 2018 | Youngju                  | Aunt                                 |
| 2019 | Ký sinh trùng            | Kim Chung-sook                       |
| 2019 | The House of Us          | Seon's mom                           |
| 2019 | Family Affair            | Mi Jung                              |
| 2020 | More Than Family         | Seon-myeong                          |

### Phim truyền hình
| Năm       | Tựa đề                          | Vai diễn             | Ghi chú            |
| --------- | ------------------------------- | -------------------- | ------------------ |
| 2008      | My Sweet Seoul                  |                      |                    |
| 2018      | Hold Me Tight                   | Baek So-jin          |                    |
| 2019      | Khi hoa trà nở                  | Park Young-sim       |                    |
| 2019–2020 | Báo động khẩn, tình yêu hạ cánh | Go Myeong-eun        |                    |
| 2020      | Em là một nửa đời anh           | Han Seo-woo's mother | Khách mời          |
| 2020      | How to Buy a Friend             | Jo Pyung-seop        |                    |
| 2020      | Into The Ring                   | Kim Sam-suk          |                    |
| 2020      | Birthcare Center                | Choi Hye-suk         |                    |
| 2020–2021 | Vẻ đẹp đích thực                | Hong Hyun-sook       |                    |
| 2021      | Những bác sĩ tài hoa            | Chu Min-ha's mother  | Khách mời (Tập 10) |
| 2021      | Hình bóng của tôi               | Ahn Min-seo          |                    |
| 2021      | Viền đỏ trên tay áo             | Court Lady Seo       | [ 4 ]              |
| 2022      | Green Mothers Club              | Kim Young-mi         | [ 5 ]              |
| 2022      | The Law Cafe                    | Kim Cheon-daek       | [ 6 ] [ 7 ]        |

## Giải thưởng và đề cử
| Giải thưởng                                   | Năm  | Hạng mục                                              | Tác phẩm            | Kết quả   | Ref.   |
| --------------------------------------------- | ---- | ----------------------------------------------------- | ------------------- | --------- | ------ |
| Giải thưởng nghệ thuật Baeksang               | 2022 | Best Supporting Actress – Television                  | Viền đỏ trên tay áo | Đề cử     | [ 8 ]  |
| Buil Film Awards                              | 2019 | Best Supporting Actress                               | Ký sinh trùng       | Đề cử     | [ 9 ]  |
| Giải Lựa chọn của giới phê bình điện ảnh      | 2020 | Best Acting Ensemble                                  | Ký sinh trùng       | Đề cử     | [ 10 ] |
| Gold Derby Awards                             | 2020 | Best Ensemble                                         | Ký sinh trùng       | Đoạt giải |        |
| Golden Cinematography Awards                  | 2021 | Best Supporting Actress                               | More Than Family    | Đoạt giải | [ 11 ] |
| Giải thưởng phim truyền hình MBC              | 2021 | Best Supporting Actress                               | Viền đỏ trên tay áo | Đoạt giải | [ 12 ] |
| Giải thưởng của Nghiệp đoàn Diễn viên Màn ảnh | 2020 | Outstanding Performance by a Cast in a Motion Picture | Ký sinh trùng       | Đoạt giải | [ 13 ] |